# IC 4294
IC 4294 — галактика типу Sb (компактна витягнута галактика) у сузір'ї Гідра.
Цей об'єкт міститься в оригінальній редакції індексного каталогу.